# Mother, How Are You Today
Mother, How Are You Today is een nummer van Maywood dat werd gezongen door de zussen Alice May en Caren Wood.
Het nummer is geschreven door Alice May en geproduceerd door Pim Koopman van Kayak. De B-kant bevatte het nummer Let Me Know. Zowel de A- als B-kant zijn afkomstig van hun debuutalbum Maywood.
Het nummer bereikte in het voorjaar van 1980 de elfde positie in de Nederlandse Top 40. In de Nationale Hitparade werd de tiende plek gehaald, en in de Ultratop 50 van Vlaanderen plek 30. Nadat hun vorige single You Treated Me Wrong een paar maanden eerder het eerste Top 40-succes van het duo inluidde, zorgde Mother How Are You Today voor de definitieve doorbraak in Nederland. In het begin van de jaren '80 wist de band drie top tien hits te halen (waaronder de eerste plaats voor de opvolger Late at Night).

## NPO Radio 2 Top 2000
Mother, How Are You Today stond alleen in 1999 in de NPO Radio 2 Top 2000, op plek 1617.